# 클라우디오 마르키시오
클라우디오 마르키시오(이탈리아어: Claudio Marchisio, 1986년 1월 19일 ~ )는 이탈리아의 은퇴한 축구 선수로, 이탈리아 축구 국가대표로도 뛰었다. 유벤투스 FC 유소년 팀 출신이며, 엠폴리에서 임대되었던 시즌과 제니트 상트페테르부르크에서 보냈던 시즌을 제외하면 모두 그의 고향인 토리노에서 시간을 보냈다. 그는 유벤투스 시절 잔루이지 부폰과 조르조 키엘리니 다음인 3주장직을 맡고 있었다.
2008-09 시즌 주전을 꿰찬 이후로, 그는 유벤투스의 전 미드필더인 마르코 타르델리와 비교되곤 하였다. 거친 태클과 다재다능한 미드필더로서, 포지션은 중앙 미드필더이다. 오른발이 주발이지만 양쪽 발을 모두 잘 활용한다. 이런 이유로 기회만 주어지면 페널티 박스 안에서 슛을 시도하곤 한다.

## 젊은 시절
클라우디오 마르키시오는 토리노에서 태어났으며 토리노 인근 안데체노에서 유벤투스 팬 가정에서 자랐다. 마르키시오의 가족들은 유벤투스 시즌권을 소유했을 정도로 유벤투스의 열렬한 팬이었으며 그는 과거 유벤투스의 홈구장이었던 스타디오 델레 알피에서 볼보이로 활동하였다. 어린 시절 그는 다양한 스포츠에 관심이 많았고 피아트의 위성 유스 축구팀, 시스포르트 (Sisport) 에 입단하였으며 후에 유벤투스의 스카우터들에게 7살때 스카우트되었다.

## 선수 경력

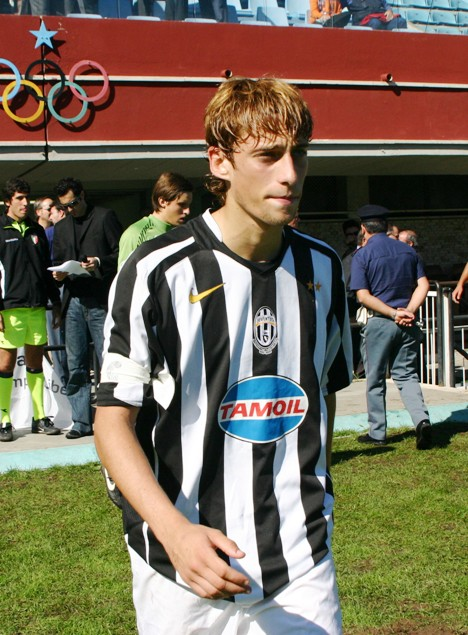
2005년 당시의 마르키시오

### 유벤투스
유스팀에서 뛰는 동안, 마르키시오는 16살때 미드필더로 보직을 바꾸기 전까지 그의 어린 시절 우상인 알레산드로 델 피에로 같은 트레콰르티스타로 뛰었다. 2004-05 시즌과 2005-06 시즌 동안, 그는 파비오 카펠로에 의해 여러 차례 1군 훈련에 참여하였고 1군팀 번호를 받기도 하였다. 그는 칼리아리와의 원정경기에 포함되었으나 출전하지는 못하였다. 그 시즌 후에, 그는 프리마베라(유스팀)의 주장이 되어 프리마베라에서 시즌 전체를 뛰며 12년 만에 참피오나토 프리마베라의 우승 타이틀과 토르네오 디 비아레조 준우승에 기여했다.
프리시즌 친선전에 포함된 이후에, 마르키시오는 축구 스캔들로 인해 유벤투스가 세리에 B로 강등이 되자 1군팀 선수가 되었고 등번호 15번을 받았다. 2006년 8월 19일, 그는 코파 이탈리아 3 라운드 마르티나를 상대로 하는 경기에서 마테오 파로의 교체 선수로 출전을 하며 공식 데뷔전을 하였고 3-0 승리를 거뒀다. 같은 해 9월에 그는 마지막으로 프리마베라 주장으로 출전하여 수페르코파 프리마베라에서 오랜 라이벌인 인테르나치오날레를 5-1로 완파하였다. 10월 28일 프로노시네를 상대로 다비드 트레제게의 교체 선수로 출전하여 첫 리그 데뷔전을 치렀고 브레시아를 상대로 첫 선발 출장을 하였다. 시즌이 진행되면서, 그는 디디에 데샹에게 인정을 받았고 시즌 종료 쯤에는 그를 중앙 미드필더로 가장 먼저 선택하였다. 그는 아레초를 상대로 출전하여, 델 피에로의 선제골을 어시스트하여 5-1 대파를 하는 데 기여하였고 결과적으로 팀이 산술적으로 세리에 A로 승격하는 것이 보증되었다.

### 엠폴리로의 임대
2007년 6월 25일, 마르키시오는 그와 같이 유스팀 출신이었던 절친 세바스티안 조빈코와 함께 선발 출전 경험을 얻기 위해 2007-08 시즌 동안 엠폴리로 임대를 떠났다. 그는 그의 세리에 A 데뷔전을 8월 26일 피오렌티나를 상대로 치뤘고 유럽클럽대항전 데뷔전은 다음달 UEFA 컵 FC 취리히를 상대로 치렀다. 그가 어떠한 득점도 하지 못했지만, 토스카나 클럽에서 뛸 수 있는 동안 중요한 어시스트 두 개와 정기적인 출전을 하였다.
불행하게도 엠폴리는 강등을 피할 수 없었고 최근에 감독으로 임명된 클라우디오 라니에리에 의해 토리노로 돌아가게 됐다.

### 유벤투스로의 복귀 그리고 돌파구

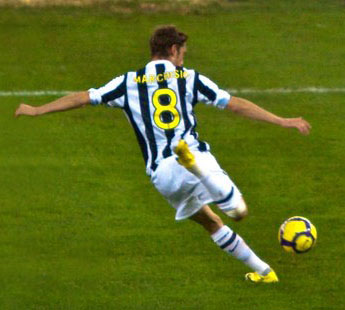
유벤투스 선수로 바리와 경기하는 마르키시오

엠폴리에서 인상적인 활약을 한 후, 마르키시오는 2008-09 시즌을 위해 유벤투스로 돌아왔고 UEFA 챔피언스리그 3라운드 2차전에서 아르트메디아 페트르잘카를 상대로 90분 풀타임을 뛰며 인상적인 챔피언스 리그 데뷔전을 치렀다. 10월, 과거 밀란과 피오렌티나 공격수였던 스테파노 보르조노보는 라 가제타 델로 스포르트에 "마르키시오는 모두가 필요로 하는 높은 수준을 지녔다... 개인적으로 그는 나에게 마르코 타르델리를 떠올리게 했다."라고 기재했다. 라니에리 밑에서, 그는 마침내 자기 자신을 다른 미드필더들의 부상과 부진으로 인해 자신을 선발시켜야함을 증명했다. 그는 더 나아가 미디어로부터 비가 퍼붓는 밀란과의 경기에서 선발 출장하여 MOM에 선정됐다. 그는 비안코네리 팬들에게 확실히 인기있는 선수가 되었고 그들은 클럽 웹사이트에 마르키시오를 12월 이달의 선수로 선정하였다. 5일 뒤인 그의 23번째 생일에 피오렌티나를 상대로 세리에 A 첫 골을 터트려 승리를 가져왔다. 일주일이 지나기도 전에 그는 향상된 조건의 5년 연장계약을 맺었다. 그의 시즌은 4월에 일어난 경미한 부상으로 멈추게 됐다. 그 부상으로 인해 한 달간 출전하지 못했지만 시에나와의 원정경기에서 선발로 출전해 득점과 알레산드로 델 피에로의 골을 어시스트하여 3-0 승리를 하였고 라치오와의 경기에서 빈첸초 이아퀸타의 골을 만들어내며 2-0 승리를 이끌었다. 이 경기의 승리로 인해 비안코네리는 리그 2위에 등극할 수 있었다. 시즌이 끝나고, 그는 많은 클럽들과 연결되었지만 스포츠 디렉터 알레시오 세코는 그를 접근불가한 선수 중 하나라고 밝히며 모든 추측을 일각시켰다. 그의 좋은 활약은 이탈리아 국가대표팀 감독 마르첼로 리피에 눈에 안 띨 수가 없었고 후에 그를 국가대표팀에 데뷔시켰다.

### 2009-2010 시즌과 그 뒤

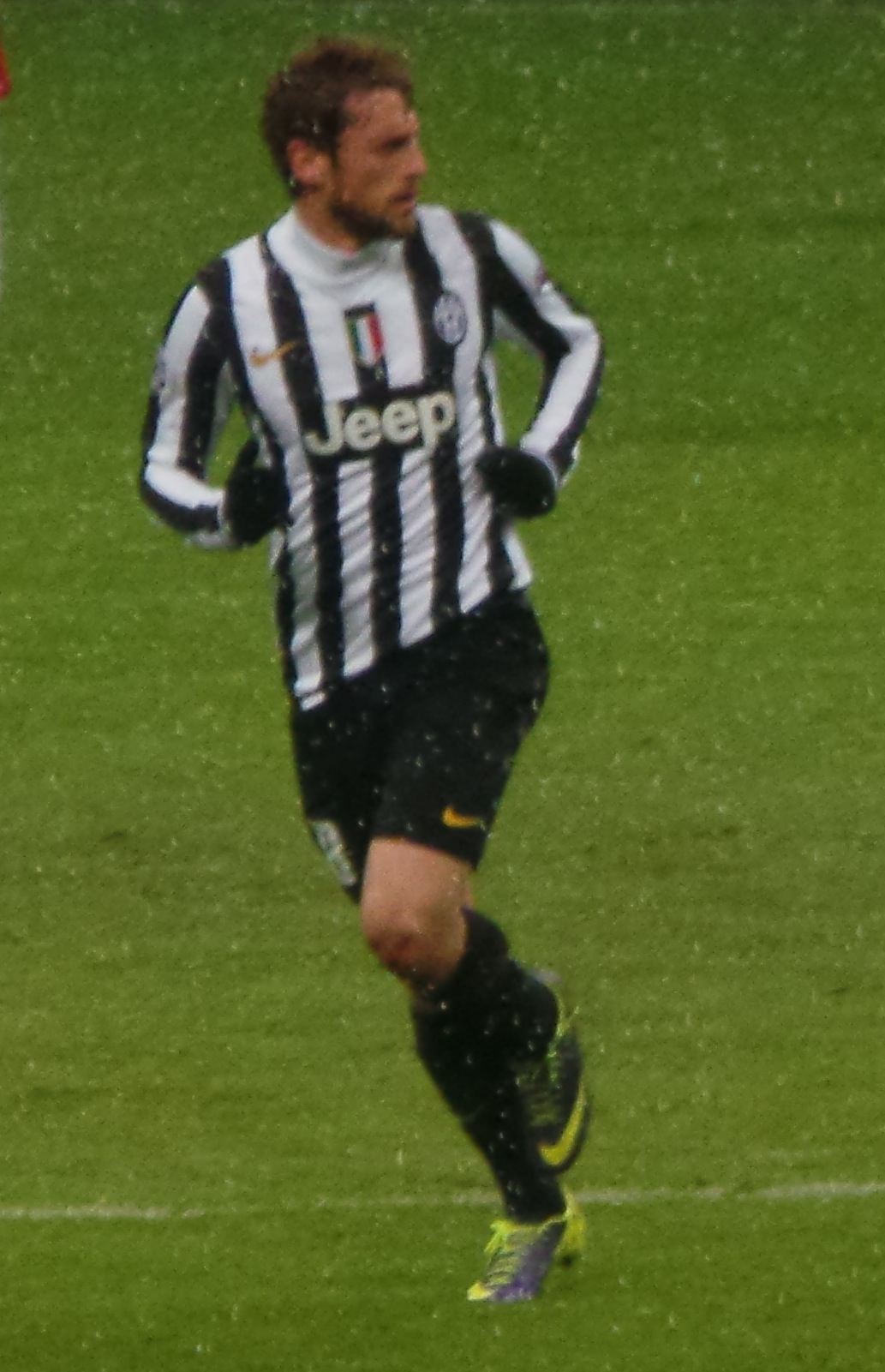
2013년 모습

마르키시오는 미드필더진에서의 꾸준함과 다재다능함으로 인해 치로 페라라와 알베르토 자케로니 체제에서 계속 선발 출전하였다. 그는 2009-2010 시즌이 시작할 때 좋은 폼으로 4경기 연속 MoM으로 뽑혔으며 9월 이달의 선수로 선정되었지만 10월이 시작할 때 팔레르모와의 경기에서 패배와 함께 무릎부상을 당했다. 수술후에, 그는 한 달하고도 한 달의 절반 가량을 출전하지 못하다가 11월 25일 보르도와의 챔피언스 리그 조별 예선전 후반 추가시간에 돌아왔다. 2009년 12월 5일, 그는 데르비 디탈리아에서 인테르나치오날레와의 경기에서 득점을 하여 2-1 승리에 기여했다. 그는 바이에른 뮌헨과의 챔피언스 리그 경기에서 다비드 트레제게의 선제골을 만들어냈으나 홈 경기에서 1-4로 패했다. 2009년이 지나고 마르키시오는 클럽의 팬들에게 2009년 올해의 선수로 뽑혔다. 2010년 3월 11일 풀럼을 상대로한 유로파 리그 16강전에서 그는 다비드 트레제게가 62분에 교체 아웃되며 그가 매고있던 주장 완장을 넘겨받으며 주장으로서 첫 출전을 하였다. 그 경기에서 조르조 키엘리니와 잔루이지 부폰은 부상으로 인해 출전하지 못했고 알레산드로 델 피에로는 교체맴버로 있었으나 출전은 하지 못하였다. 그는 카타니아와의 원정 경기에서 동점골을 넣으며 유벤투스가 유로파리그 진출권을 얻는 데 기여했지만, 유벤투스는 끔찍한 시즌을 보냈고 그것에 대한 비판으로부터 벗어난 일부 선수들 중 하나였다.
2010 FIFA 월드컵에서 실망적인 모습에도 불구하고, 마르키시오는 새 감독 루이지 델네리 밑에서도 선발 출장을 하였다. 시즌을 늦게 시작한 후에, 그는 측면 미드필더 역할에서도 성장하였다. 9월에는 유벤투스 소속으로 100번째 경기를 우디네세를 상대로 치렀으며 4-0 승리를 거뒀다. 그는 4월에 로마를 상대로 주장직을 맡아 첫 선발출전을 하였다. 2011년 5월 17일 유벤투스는 마르키시오와 더 나은 조건으로 5년 재계약을 했다고 발표했다. 1월 우디네세를 상대로 넣은 그의 골은 유벤투스의 팬사이트 vecchiasignora.com에서 올 시즌의 골로 선정됐다.
마르키시오는 개막전에서 파르마를 상대로 결승골을 넣어 4-1 승리를 거둬 2012-13 시즌을 기분좋게 시작했다. 유벤투스의 레전드 안토니오 콘테의 지휘하에, 그는 이적생들인 아르투로 비달과 안드레아 피를로와 함께 좋은 효과를 거둔 미드필더진은 팬들과 언론으로부터 MVP라는 별명이 붙었다. 그는 밀란과의 홈 경기에서 늦은 시간에 두 골을 넣어 2-0 승리를 거뒀다. 한 경기에서 그가 1골 이상을 더 넣은 경기는 처음이었다. 11월 20일에, 그는 리그 경기에서 두 번째로 연이어 득점을 했고 팔레르모를 상대로 마지막 골을 넣어 자신의 한 시즌 당 최다 골인 4골을 넣어 기록을 경신하였다. 코파 이탈리아 8강전에서 볼로냐를 상대로 결승골이자 코파 이탈리아에서의 첫 골을 넣었다. 시즌 절반 동안에 그의 좋은 폼은 그를 오스카르 델 칼초의 올해의 이탈리아 선수상 후보에 올려놨고 올해의 팀에 포함되는 영광을 누리게 하였다. 3월 18일, 그는 피오렌티나를 상대로 헤딩골을 넣어 세 달 만에 득점을 성공하였고 0-5로 완파하였다. 그의 골은 일주일 전에 태어난 그의 둘째 아들을 위해 바쳤다. 그는 커리어 통상 200번째 경기에서 레체를 상대로 시즌 아홉 번째 골을 넣었다. 그는 유베가 칼리아리를 2-0으로 이기고 밀란이 밀라노 더비에서 4-2로 패하며 준우승이 확정된후 그의 첫 스쿠데토 얻었다. 그는 리그와 컵 경기에서 모두 10골을 넣으며 시즌을 마쳤다.
2012년 6월에 팀의 주장이자 레전드인 알레산드로 델 피에로가 팀을 떠나자, 마르키시오가 등번호 10번을 물려받을 것이라고 추측됐으나, 그는 공격수가 아닌 미드필더이고 8번에 익숙하여 그는 등번호 10번을 받는 것을 거절하였다. 그는 개막전 파르마와의 경기에서 주장 잔루이지 부폰과 제1 부주장 조르조 키엘리니의 부재로 주장으로 출전하였다. 10월, 마르키시오는 FC 노르셸란과의 챔피언스리그 조별 예선전에서 그의 유럽대항전 첫 골을 넣었다. 그는 2012 UEFA 올해의 팀 후보에 오른 유벤투스 네 선수 중 한 명이고 오스카르 델 칼초에서 세리에 A 올해의 팀에 뽑히기도 하였다. 그가 몇 경기에서 출장 정지와 부상으로 지난 시즌과 비교되었지만, 그는 시에나와 경기에서 결승골에 기여하였고 지역 라이벌 토리노과 경기에서 승리를 거둬 리그 2연패에 버팀목이 되었다.
2018년 8월 17일, 25년간 활약했던 유벤투스와 계약 해지를 했다.

### 제니트 상트페테르부르크
2018년 9월 3일, 제니트 상트페테르부르크와 2년 계약을 맺고 입단했다. 그러나 계속되는 부상 끝에 재계약을 하지 못하고 한 시즌 만에 방출당했으며 결국 2019년 10월 3일, 현역은퇴를 선언하였다.

## 국가대표팀 경력

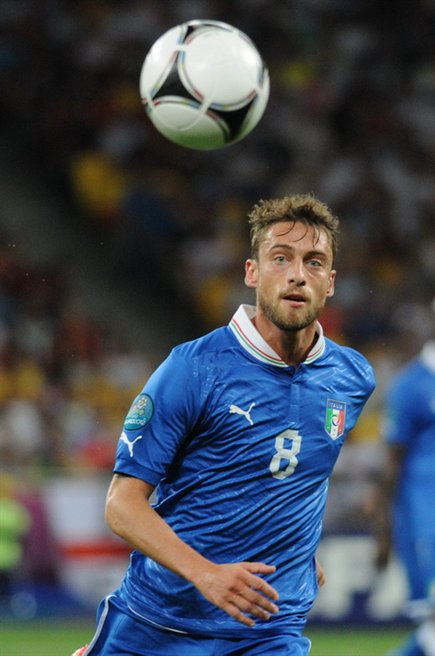
유로 2012 이탈리아와 잉글랜드의 준준결승전에서 마르키시오

마르키시오는 처음에 2007년 UEFA U-21 축구 선수권 대회에 출전하는 이탈리아 U-21 축구 국가대표팀에 뽑혔으나 부상으로 인해 빠졌다. 그는 2007년 6월 2009년 UEFA U-21 축구 선수권 대회 지역 예선 1 그룹 첫 경기에서 U-21 대표팀 데뷔전을 치렀고, 골을 넣으려 노력을 했으나 그 슈팅이 몇 초 뒤에 로베르트 아콰프레스카의 선제골로 이어졌지만 투입한 지 10분 만에 충돌로 부상을 당했다. 마침내, 그는 대회 후반에 선발에 되었다. 그는 2008 툴롱 토너먼트에서 터키를 상대로 12 야드 거리에서 발리슛으로 득점을 하여 2-1 승리를 거뒀고 하계 올림픽 대표팀에 뽑혔으나 부상으로 인해 귀국했다. 2009년 3월에 피에르루이지 카시라기는 마르키시오를 2009년 UEFA U-21 축구 선수권 대회를 위한 최종명단에 포함시켰다. 그는 토너먼트 매 경기에서 선발 출장했고 독일과의 준결승전에서는 결장했지만 성인대표팀으로 뛰게 된 아주리 스타들 중 하나였다.
2009년 8월 12일, 마르키시오는 성인 대표팀 데뷔전을 스위스와 친선전에서 치렀고 골을 넣지는 못했지만 경기 후 인터뷰에서 마르첼로 리피는 그를 극찬하였다. 리피는 마르키시오를 일찍이 대표팀으로 데려갈 의도를 밝혔지만, 유럽 선수권대회가 끝날 때까지 마르키시오가 카시라기의 U-21 대표팀에 가는 걸 동의했다. 마르키시오는 아주리에서 FIFA 첫 공인대회 경기를 월드컵 지역 예선 불가리아와의 홈 경기에서 치렀고 리피 체제의 대표팀에서 그가 첫 선발 출장을 한 경기였다.
그는 월드컵 지역 예선 아일랜드전과 키프로스전을 남겨두고 무릎 근육 부상으로 수술 판정을 받은 후 대표팀에서 제외됐다. 그는 2010 FIFA 월드컵 23인 명단에 포함되었으나 리피의 선호로 그를 익숙하지 않은 플레이메이커 역할을 맡겨 토너먼트에서 비교적 활약이 없었다.
마르키시오는 생애 첫 대표팀 골을 2011년 8월 7일 세르비아와의 유로 2012 지역 예선전에서 경기를 시작한 지 몇 분 후에 넣었다. 그 골은 이탈리아 국가대표팀에서 유벤투스 소속 선수들의 250번째 득점이었다. 2011-12 시즌이 끝난 후, 마르키시오는 유럽과 월드컵 챔피언으로 군림하는 스페인에 결승전에서 0-4로 패배하기 전까지 UEFA 유로 2012에서 이탈리아의 놀라운 선전속에서 매경기 선발 출전하였다. 1년 뒤에 그는 2013년 FIFA 컨페더레이션스컵 명단에 포함됐다.

### 국가대표팀 골
| 1.                    | 2011년 8월 7일   | 스타디온 츠르베나 즈베즈다, 베오그라드, 세르비아   | 세르비아   | 1–0 | 1–1 | UEFA 유로 2012 예선전 |
| 2.                    | 2013년 6월 11일  | 에스타디오 상 자누아리우, 리우 데 자네이루, 브라질 | 아이티     | 2–0 | 2–2 | 친선 경기             |
| 3.                    | 2014년 6월 4일   | 스타디오 레나토 쿠리, 페루자, 이탈리아             | 룩셈부르크 | 1–0 | 1–1 | 친선 경기             |
| 4.                    | 2014년 6월 14일  | 아레나 아마조니아, 마나우스, 브라질                | 잉글랜드   | 1–0 | 2-1 | 2014년 FIFA 월드컵    |
| 5.                    | 2015년 11월 17일 | 스타디오 레나토 달라라, 볼로냐, 이탈리아           | 루마니아   | 1–1 | 2-2 | 친선 경기             |
| 2015년 11월 17일 기준 |                  |                                                    |            |     |     |                       |

## 플레이 스타일
그의 강점은 성실함, 드리블, 짧은 패스, 집중력, 팀워크이다. 그는 3명에서 4명 미드필더진에서 측면으로 뛰거나 수비형 미드필더로도 뛸 수 있어 다재다능하다. 그의 가장 효과적인 포지션은 한 역할에 집중하지 않고 공격과 수비 사이를 자유롭게 바꾸는 중앙 미드필더이다. 이탈리아 국가대표팀에서, 그는 안드레아 피를로 타입 같은 전통적인 레지스타(Regista, 창의적인 후방 중앙 미드필더)보다는 메찰라(Mezzala, 공격형 중앙 미드필더)에 만족을 하지만 그는 순수한 수비형 미드필더도 플레이메이커도 아니다. 2011-12 시즌에 그는 피를로와 칠레 대표팀 선수 아르투로 비달과 함께 뛰며 발전하였다. 그는 비달과 함께 공격 위치와 수비 위치를 빠르게 바꿔 피를로의 임무를 덜어줄 수 있었다. 그는 로마의 미드필더 다니엘레 데 로시와 피를로를 파트너 삼아 국가대표팀에서도 유사한 역할을 할 수 있다.

## 개인 삶
마르키시오는 2008년 6월 로베르타와 결혼을 하였고 두 아들, 다비데(Davide, 2009년 8월 출생)와 레오나르도(Leonardo, 2012년 3월 출생)가 있다). 그의 아내는 그녀의 아버지가 토리노의 유스팀에서 뛰었던 영향으로 유베의 라이벌인 토리노의 서포터였다.
그는 서포터들에게 애칭으로 일 프린치피노 (Il Principino, "어린 왕자")라고 알려져 있다. 일부 팬들과 관찰자들은 유사한 플레이 스타일과 출생 지역의 클럽 유스팀에서 키워졌으며 미래의 팀 주장으로 여겨지는 사실로 국가대표팀의 동료인 로마의 다니엘레 데 로시를 참고하여 그를 "토리노의 데 로시"라는 별명을 붙이기도 했다.
마르키시오는 전 유벤투스 동료였던 알레산드로 델 피에로를 그의 영웅이자 우상이라고 하였다.
은퇴한 지 약 한 달 뒤인 2019년 11월 1일 괴한강도에게 습격을 받았다.

## 선수 경력 통계
2019년 5월 26일 기준
| 클럽                    | 시즌          | 리그                | 리그 | 리그 | 컵   | 컵   | 유럽클럽대항전 | 유럽클럽대항전 | 그외 경기 | 그외 경기 | 합계 | 합계 |
| 클럽                    | 시즌          | 리그                | 출전 | 득점 | 출전 | 득점 | 출전           | 득점           | 출전      | 득점      | 출전 | 득점 |
| ----------------------- | ------------- | ------------------- | ---- | ---- | ---- | ---- | -------------- | -------------- | --------- | --------- | ---- | ---- |
| 유벤투스                | 2005–06       | 세리에 A            | 0    | 0    | 0    | 0    | 0              | 0              | —         | —         | 0    | 0    |
| 유벤투스                | 2006–07       | 세리에 B            | 25   | 0    | 1    | 0    | —              | —              | —         | —         | 26   | 0    |
| 유벤투스                | 2008–09       | 세리에 A            | 24   | 3    | 2    | 0    | 6              | 0              | —         | —         | 32   | 3    |
| 유벤투스                | 2009–10       | 세리에 A            | 28   | 3    | 0    | 0    | 7              | 0              | —         | —         | 35   | 3    |
| 유벤투스                | 2010–11       | 세리에 A            | 32   | 4    | 1    | 0    | 8              | 0              | —         | —         | 41   | 4    |
| 유벤투스                | 2011–12       | 세리에 A            | 36   | 9    | 3    | 1    | —              | —              | —         | —         | 39   | 10   |
| 유벤투스                | 2012–13       | 세리에 A            | 29   | 6    | 2    | 0    | 8              | 2              | 1         | 0         | 40   | 8    |
| 유벤투스                | 2013–14       | 세리에 A            | 29   | 4    | 2    | 0    | 11             | 0              | 1         | 0         | 43   | 4    |
| 유벤투스                | 2014–15       | 세리에 A            | 35   | 3    | 4    | 0    | 12             | 0              | 1         | 0         | 52   | 3    |
| 유벤투스                | 2015–16       | 세리에 A            | 23   | 0    | 3    | 0    | 5              | 0              | 1         | 0         | 32   | 0    |
| 유벤투스                | 2016–17       | 세리에 A            | 18   | 1    | 2    | 0    | 8              | 1              | 1         | 0         | 29   | 2    |
| 유벤투스                | 2017–18       | 세리에 A            | 15   | 0    | 4    | 0    | 1              | 0              | 0         | 0         | 20   | 0    |
| 유벤투스 합계           | 유벤투스 합계 | 유벤투스 합계       | 294  | 33   | 24   | 1    | 66             | 3              | 5         | 0         | 389  | 37   |
| 엠폴리 (임대)           | 2007–08       | 세리에 A            | 26   | 0    | 1    | 0    | 2              | 0              | —         | —         | 29   | 0    |
| 제니트 상트페테르부르크 | 2018–19       | 러시아 프리미어리그 | 9    | 2    | 1    | 0    | 5              | 0              | —         | —         | 15   | 2    |
| 경력 합계               | 경력 합계     | 경력 합계           | 329  | 35   | 26   | 1    | 73             | 3              | 5         | 0         | 433  | 39   |

1. 1 2 3 4 5 6  UEFA 챔피언스리그 경기를 포함.
2. ↑  4경기 UEFA 챔피언스리그, 3경기 유로파리그 경기를 포함.
3. 1 2 3  UEFA 유로파리그 경기를 포함.
4. 1 2 3 4 5 6  수페르코파 이탈리아나 경기를 포함.
5. ↑  4경기 UEFA 챔피언스리그, 7경기 유로파리그 경기를 포함.

| 이탈리아 국가대표팀 | 이탈리아 국가대표팀 | 이탈리아 국가대표팀 |
| 연도                | 출전                | 득점                |
| ------------------- | ------------------- | ------------------- |
| 2009                | 2                   | 0                   |
| 2010                | 7                   | 0                   |
| 2011                | 9                   | 1                   |
| 2012                | 13                  | 0                   |
| 2013                | 10                  | 1                   |
| 2014                | 10                  | 2                   |
| 2015                | 3                   | 1                   |
| 2016                | 0                   | 0                   |
| 2017                | 1                   | 0                   |
| 합계                | 55                  | 5                   |

2017년 6월 7일 기준

## 수상

#### 유벤투스
- 세리에 A : 2011-12, 2012-13, 2013-14, 2014-15, 2015-16, 2016-17, 2017-18
- 세리에 B : 2006-07
- 코파 이탈리아 : 2014–15, 2015–16, 2016–17, 2017–18
- 수페르코파 이탈리아나 : 2012, 2013, 2015
- UEFA 챔피언스리그 준우승 : 2014-15, 2016-17

#### 제니트 상트페테르부르크
- 프리미어리그 : 2018-19

#### 이탈리아
- UEFA 유로 2012 준우승
- 2013년 FIFA 컨페더레이션스컵 3위
- 툴롱 토너먼트 : 2008

### 개인
- UEFA U21 유로 토너먼트의 팀 : 2009
- 세리에 A 시즌의 팀 : 2010-11, 2011-12
- UEFA 챔피언스리그 시즌의 스쿼드 : 2014-15